# Tarcisio Isao Kikuchi
Tarcisio Isao Kikuchi (en japonés: タルチシオ 菊地 功, Taruchishio Kikuchi Isao; n. Miyako, Prefectura de Iwate, Japón, 1 de noviembre de 1958) es un religioso católico japonés.
Miembro de los Misioneros del Verbo Divino, fue ordenado en 1986. En 2004 pasó a ser Obispo de Niigata y actualmente es el Arzobispo Metropolitano de Tokio.

## Biografía
Nació el día 1 de noviembre de 1958 en la localidad japonesa de Miyako, que es perteneciente a la Prefectura de Iwate y a la Región de Tōhoku. A pesar de ser japonés, él es uno de los 509 000 fieles que tiene la Iglesia Católica en Japón.
Cuando era joven al descubrir su vocación religiosa, se unió a la congregación católica de los Misioneros del Verbo Divino (SVD).
Con ellos hizo sus votos monásticos en el mes de marzo de 1985 y un año más tarde, el día 15 de marzo de 1986 recibió su ordenación sacerdotal a manos del obispo de su diócesis natal.

## Episcopado

### Obispo de Niigata
Tras numerosos años ejerciendo su ministerio pastoral, el 29 de abril de 2004, el Papa Juan Pablo II le nombró VII Obispo de la Diócesis de Niigata, en sucesión de "Monseñor" Francis Keiichi Satō O.F.M.
Recibió la consagración episcopal el 20 de septiembre de ese año, a manos del Arzobispo de Tokio "Monseñor" Pedro Takeo Okada actuando como consagrante principal. Y como co-consagrantes tuvo al Obispo de Yokohama "Monseñor" Rafael Masahiro Umemura y al entonces Obispo de Saitama "Monseñor" Marcellino Daiji Tani.
El 13 de septiembre de 2014 fue designado por el Papa Francisco, como miembro de la Congregación para la Evangelización de los Pueblos. Además cabe destacar que al mismo tiempo, desde hace unos pocos años ejerce de Presidente de Cáritas Japón.
Como obispo, una de sus gestiones más destacadas han sido las realizadas tras el fuerte Terremoto de Kumamoto de 2016.

### Arzobispo de Tokio
El 25 de octubre de 2017, el Papa Francisco lo nombró XII Arzobispo Metropolitano de la Arquidiócesis de Tokio, en sucesión de Mons. Pedro Takeo Okada quien ha renunciado tras alcanzar la edad de jubilación.
Se instaló en la Sede Episcopal el 16 de diciembre de 2017.
Desde mayo de 2023 es presidente de Caritas Internationalis.

## Cardenalato
El 6 de octubre de 2024, durante el Ángelus del papa Francisco, se hizo público que sería creado cardenal. Fue creado cardenal por el papa Francisco durante el consistorio del 7 de diciembre del mismo año, con el titulus de cardenal presbítero de San Juan Leonardi.